# Mossâmedes
Mossâmedes é um município brasileiro do interior do estado de Goiás, Região Centro-Oeste do país. Sua população estimada em 2014 era de 4 878 habitantes, de acordo com o Instituto Brasileiro de Geografia e Estatística (IBGE).

## História
A origem da cidade se dá a partir da fundação de um aldeamento indígena pela Coroa portuguesa para congregar num só lugar os indígenas Akroâ em 1775/1776. Nesse aldeamento foram albergados também indivíduos Karajá, Javaés, Kayapó, Xavante e Tupis.
O Governador da Capitania de Goiás e Capitão-Geral José de Almeida e Vasconcelos, o Barão de Mossâmedes, foi quem ordenou a construção do aldeamento.
O aldeamento esteve muito próspero até 1832, quando a morte da indígena Damiana da Cunha que organizava a localidade deu lugar a liderança de seu irmão que promoveu uma rebelião nesse ano. Controlada a rebelião, o local continuou a receber novos colonos, dando origem a cidade. 

### Formação do distrito
Em 31 de julho de 1845, pela Lei Provincial nº6, foi criado o distrito de São José de Mossâmedes, passando a pertencer ao município de Goiás.
Pelo Decreto-Lei nº1 .233 de 31 de outubro de 1938, passou a denominar-se, somente Mossâmedes.

### Emancipação política
Mossâmedes foi elevado à categoria de município em 14 de novembro de 1953, quando entrou em vigor a lei estadual nº 772, de 14 de novembro de 1953, que criou a nova municipalidade.

## Política

### Relação dos administradores municipais
A partir do ano de 1953, após a emancipação político-administrativa, Mossâmedes passou a ser administrada pelos seguintes prefeitos municipais:
| #  | Prefeitos                            | Ano       |
| -- | ------------------------------------ | --------- |
| 1  | Ovídio de Macedo e Silva             | 1953-1954 |
| 2  | Luiz Brandão                         | 1954-1955 |
| 3  | João da Silva                        | 1955-1958 |
| 4  | Benedito Antonio Borges              | 1958-1959 |
| 5  | Ovídio de Macedo e Silva             | 1959-1961 |
| 6  | Jair Gomes Pereira                   | 1961-1966 |
| 7  | Lincoln Ferreira da Cunha            | 1966-1970 |
| 8  | Domingos de Souza e Silva            | 1970-1973 |
| 9  | Lincoln Ferreira da Cunha            | 1973-1977 |
| 10 | José de Assis Lôbo                   | 1977-1983 |
| 11 | Domingos Luiz de Carvalho            | 1983-1989 |
| 12 | Dioran Borges                        | 1989-1993 |
| 13 | Natalino Caetano de Almeida          | 1993-1996 |
| 14 | Hélios José da Cunha Júnior          | 1996-2000 |
| 15 | Hélios José da Cunha Júnior          | 2000-2004 |
| 16 | Mara Alice Aparecida da Silva Borges | 2004-2008 |
| 17 | Divina Lúcia de Almeida Dias         | 2008-2012 |
| 18 | Divina Lúcia de Almeida Dias         | 2012-2016 |
| 19 | Cacio Moreira Adorno                 | 2016-2020 |

## Geografia

### Reservas minerais e hídricas
O município está abastecido com uma grande quantidade de rios, córregos e pequenas fontes de água. Pode-se dizer que os recursos hídricos constituem a principal riqueza do município. Esta riqueza ainda é pouco aproveitada pela população. Dentro de um planejamento estratégico, os recursos hídricos do município poderão ser aproveitados para a implantação de tanques destinados à piscicultura, entre outras atividades, tais como a formação de lagos que poderão ser utilizados até mesmo como atração turística.
Os principais rios que banham Mossâmedes são: Rio Fartura, Rio Pissarrão, Rio João Alves, Rio Turvo, Rio São Manoel, Rio Água Fria e Rio Uru.
O município possui reservas minerais pouco exploradas.

### Localização
O município de Mossâmedes está localizado na mesorregião Centro Goiano, microrregião geográfica de Anicuns, entre os Municípios de Goiás, Itaberaí, Americano do Brasil, Anicuns, Adelândia, Sanclerlândia e Buriti de Goiás. Limita-se, ao norte, com o Município de Goiás; ao sul, com os Municípios de Americano do Brasil, Anicuns e Adelândia, a oeste, com os Municípios de Sanclerlândia e Buriti de Goiás.
A sede municipal acha-se nas coordenadas geográficas de 16º06’de latitude sul e 50º12’de longitude W. Gr., aproximadamente.

### Serras e morros
A Serra Dourada, que divide o Município de Mossâmedes com a Cidade de Goiás, numa extensão de 40 km, constitui fonte de infinita riqueza do município, inclusive como atração turística da modalidade turismo ecológico.
O município possui também, como destaque, a Serra dos Parrodes e os Morros Redondo, Marmelada, Borá e Boa Fé.

## Infraestrutura

### Educação
O município conta com três (3) Escolas Estaduais, com um total de 1.224 alunos e 16 (dezesseis) escolas municipais, com 705 alunos, perfazendo um total aproximado de 1.929 alunos, distribuídos nas zonas rural e urbana.
Ressalta-se que 204 alunos da 2ª Fase do Ensino Fundamental e do 2º Grau matriculados na rede estadual e municipal de ensino, são beneficiários do Programa Municipal de Transporte Escolar que conta com 17 (dezessete) veículos conduzindo estudantes da zona rural para as escolas situadas na sede do município.

### Saúde

#### Hospitais
O município conta com um hospital da rede pública, Hospital Municipal Dona Sinhá. Único existente no Município e pertence a rede pública, cujo prédio é de propriedade da prefeitura. Ressalta-se que boa parte dos problemas de saúde são resolvidos na localidade. Os demais são encaminhados para as cidades de Goiás e/ou Goiânia, através das três ambulâncias da prefeitura municipal.

#### Postos de Saúde
O município conta com dois postos de saúde, sendo um localizado na sua sede e outro no bairro de Mirandópolis, e um centro odontológico Municipal.
As doenças que apresentam maior incidência no Município de Mossâmedes são pneumopatias (doenças respiratórias), desnutrição, doenças gastro-intestinais, hipertensão arterial e hanseníase (cujos casos, segundo pesquisa, encontram-se sob controle).
Salienta-se também que o Município de Mossâmedes proporciona à população atendimento odontológico. O município conta ainda com um núcleo de vigilância epidemiológica para controle de endemias e uma equipe de saúde familiar e odontológica (PSF), que são responsáveis pela orientação, promoção e atenção básica de saúde a nível familiar.

### Saneamento Básico
O sistema de abastecimento de água de Mossâmedes é estritamente municipal, constituindo atualmente numa conquista e em orgulho dos mossamedinos, apesar de algumas deficiências.
A captação é feita através do Córrego Cafundó, próximo à nascente, na Serra Dourada, com uma barragem de acumulação, com margens próximas bem protegidas, inclusive com vegetação ciliar. Apresenta sinais de erosão provocados por garimpo.
A barragem encontra-se em bom estado de conservação, necessitando apenas de pequenos reparos preventivos. A água acumulada apresenta, visualmente, um aspecto de baixa turbidez e grande quantidade de algas. Não há elevatória; a água chega ao reservatório na cidade pela lei da gravidade.
A rede adutora de água bruta segue por gravidade em duas tubulações paralelas de 200mm cada, numa extensão de 4.000 mt apresentando atualmente aspecto normal de operação.

## Cultura e lazer

### Igreja Matriz de São José

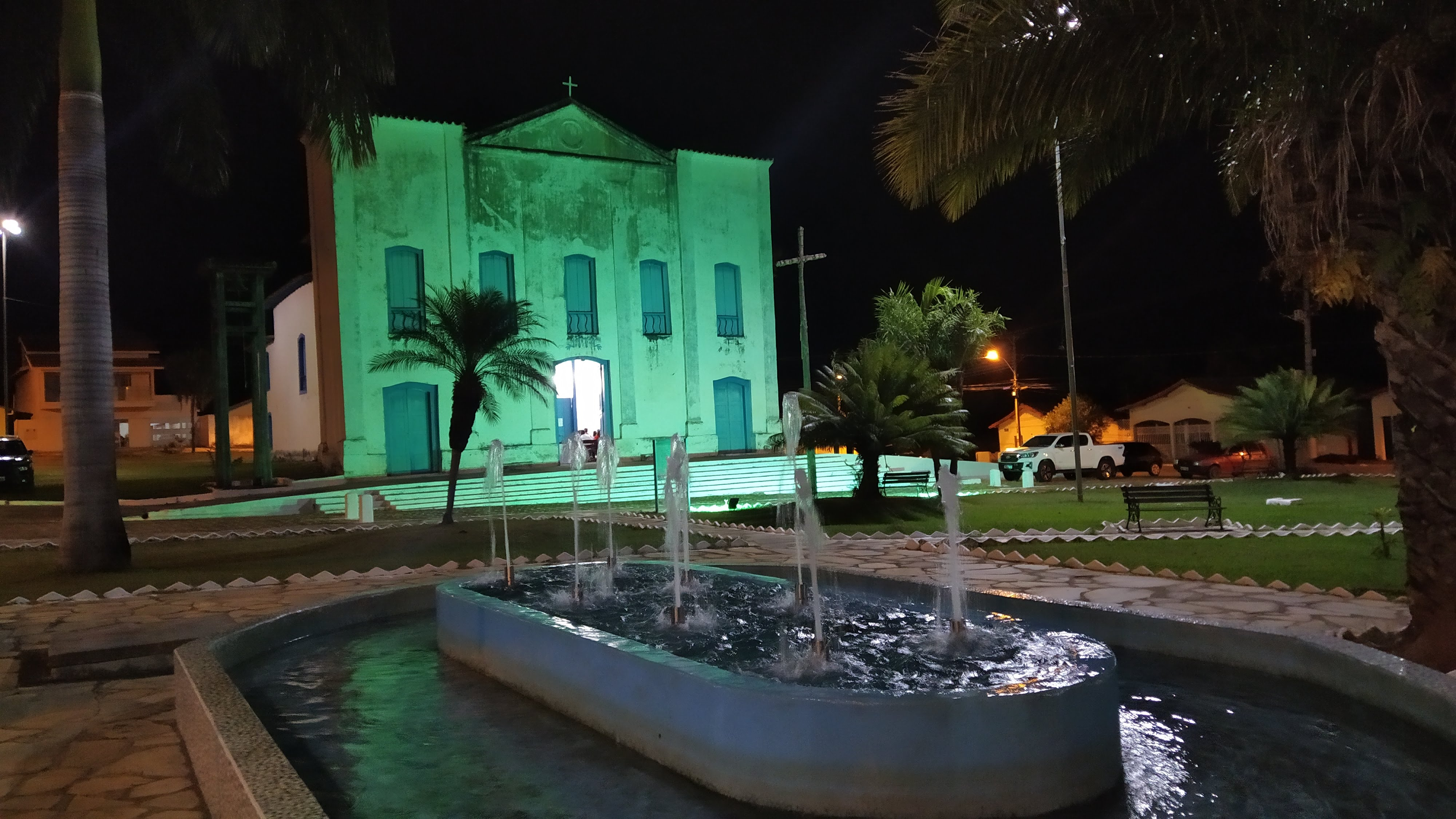
Praça e Igreja de São José.

O único monumento histórico existente no Estado de Goiás, genuinamente construído pelo Governador José de Almeida e Vasconcelos, o Barão de Mossâmedes é a Igreja Matriz de São José, erguida em 1774.
Pela Lei Estadual nº 9.843/85, a Igreja Matriz de São José de Mossâmedes foi homologada como Patrimônio Histórico do Estado de Goiás, em face de seu valor histórico cultural.

### Serra Dourada

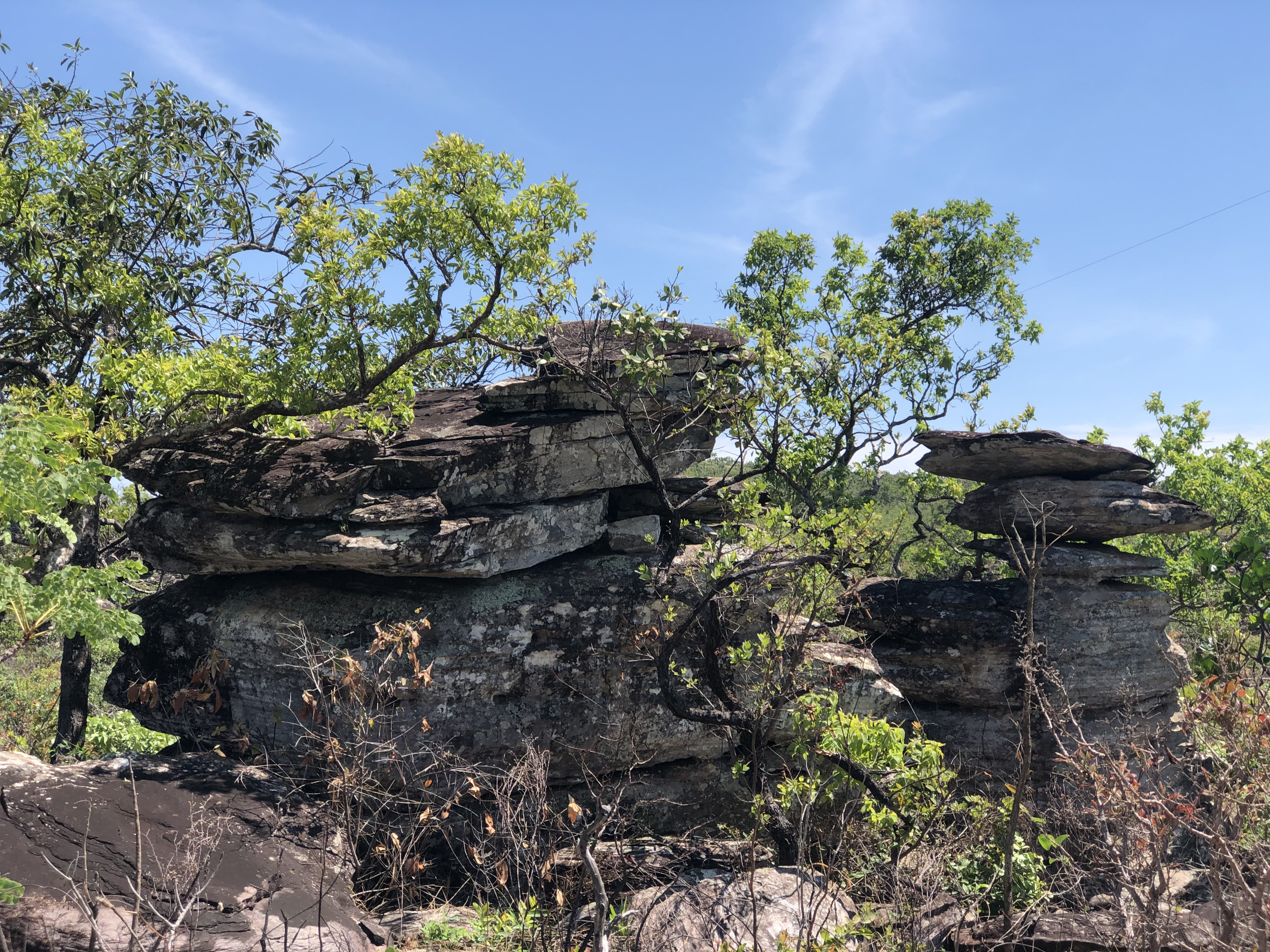
Pedra Goiana, um dos marcos turísticos da Reserva Biológica Professor José Ângelo Rizzo.

A Serra Dourada constitui um dos principais pontos de interesse e lazer de Mossâmedes. Na Serra Dourada, a ação do tempo permitiu a existência de formações naturais como o parque do areal, dos paredões de pedra (Pedra Canhão, Pedra Pato, e muitas outras), grutas e espécies biológicas. Na área existe uma Reserva Biológica Professor José Ângelo Rizzo, área de estudos da Universidade Federal de Goiás.